# Temporada da Liga Deportiva Universitaria (Quito) de 2012
A Liga Deportiva Universitaria de Quito em 2012 participou de uma competição: Campeonato Equatoriano.

## Fatos marcantes

### Transferências
- Atualizado em 24 de julho de 2012.

Legenda
- : Jogadores que retornam de empréstimo
- : Jogadores emprestados

#### Entradas
| Entradas |                        |                    |
|          | Jogador                | Clube anterior     |
|          | Édison Méndez (M)      | Emelec             |
|          | Elvis Bone (LE)        | Olmedo             |
|          | David Quiroz (V)       | Emelec             |
|          | Ezequiel Luna (Z)      | Tenerife           |
|          | Ariel Nahuelpan (A)    | Racing Santander   |
|          | Eduardo Echeverría (M) | Sportivo Carapeguá |
|          | Joao Plata (A)         | Toronto FC         |
|          | Luis Luna (V)          | Imbabura           |
|          | Pablo Vitti (M)        | Querétaro          |

#### Saídas
| Saídas |                       |                       |
|        | Jogador               | Clube de destino      |
|        | Jorge Guagua (Z)      | Atlante               |
|        | Ezequiel González (M) | Aposentado            |
|        | Lucas Acosta (M)      | Sem clube             |
|        | Argenis Moreira (Z)   | Técnico Universitario |
|        | William Araujo (V)    | Técnico Universitario |
|        | Miler Bolaños (M)     | Chivas USA            |
|        | Marlon Ganchozo (Z)   | Rocafuerte            |
|        | Walter Calderón (A)   | Liga de Loja          |
|        | José Valencia (LE)    | Sem clube             |
|        | Geovanny Caicedo (Z)  | Deportivo Cuenca      |
|        | Hernán Barcos (A)     | Palmeiras             |
|        | Luis Bolaños (M)      | Atlas                 |
|        | Damián Manso (M)      | Al-Nassr              |
|        | Enrique Gámez (Z)     | Sem clube             |

Em 17 de janeiro de 2012, o Palmeiras anunciou oficialmente a contração de Barcos. O clube brasileiro acertou a compra de 70% dos direitos econômicos do atacante por um valor de US$ 3,5 milhões (R$ 6,24 milhões).

## Elenco
- Atualizado em 21 de agosto de 2012.

Legenda
- : Capitão

## Competições

### Amistosos
| 21 de janeiro | LDU Quito                               | 3 – 1  | Atlético Nacional    | Quito                                    |  |
| 19:00 (UTC-5) | Hurtado 40' · Bolaños 52' · Hidalgo 77' | Súmula | Rentería 90+1' (pen) | Estádio: Casa Blanca Árbitro: Diego Lara |  |

| 25 de janeiro | Atlético Nacional | 2 – 0  | LDU Quito | Medellín                   |  |
| 20:00 (UTC-5) | Pabón 22' 68'     | Súmula |           | Estádio: Atanasio Girardot |  |

| 28 de janeiro | Deportivo Quito | 1 – 1 | LDU Quito | Quito                       |  |
| 19:00 (UTC-5) | Saritama        |       | Hurtado   | Estádio: Olímpico Atahualpa |  |

### Campeonato Equatoriano

#### Primeira etapa
| Classificação | Classificação | Classificação | Classificação | Classificação | Classificação | Classificação | Classificação | Classificação | Classificação |
| Pos           | Time          | PG            | J             | V             | E             | D             | GP            | GS            | SG            |
| ------------- | ------------- | ------------- | ------------- | ------------- | ------------- | ------------- | ------------- | ------------- | ------------- |
| 6             | LDU Quito     | 34            | 22            | 8             | 10            | 4             | 32            | 22            | +10           |

Última atualização em 19 de julho de 2012.
| 5 de fevereiro 1ª rodada | Manta | 0 – 1  | LDU Quito  | Portoviejo                                                         |  |
| 15:00 (UTC-5)            |       | Súmula | Bieler 61' | Estádio: Reales Tamarindos Público: 753 Árbitro: José Luis Espinel |  |

| 12 de fevereiro 2ª rodada | LDU Quito                                         | 5 – 0  | Olmedo | Quito                                                      |  |
| 11:00 (UTC-5)             | Cevallos 11' · Hidalgo 23' · Bieler 45', 65', 68' | Súmula |        | Estádio: Casa Blanca Público: 5 462 Árbitro: Roberto Alman |  |

| 26 de fevereiro 3ª rodada | Deportivo Quito    | 1 – 1  | LDU Quito        | Quito                                                                 |  |
| 11:30 (UTC-5)             | Alustiza 21' (pen) | Súmula | Bieler 52' (pen) | Estádio: Olímpico Atahualpa Público: 16 695 Árbitro: Alfredo Intriago |  |

| 4 de março 5ª rodada | LDU Quito                    | 2 – 0  | Emelec | Quito                                                           |  |
| 11:30 (UTC-5)        | Cevallos 55' · Nahuelpan 59' | Súmula |        | Estádio: Casa Blanca Público: 17 456 Árbitro: José Luis Espinel |  |

| 11 de março 6ª rodada | Técnico Universitario | 1 – 1  | LDU Quito  | Ambato                                                      |  |
| 12:00 (UTC-5)         | Colón 90+2'           | Súmula | Bieler 39' | Estádio: Bellavista Público: 17 496 Árbitro: Miguel Hidalgo |  |

| 18 de março 7ª rodada | LDU Quito  | 1 – 2  | Deportivo Cuenca       | Quito                                                           |  |
| 11:30 (UTC-5)         | Méndez 57' | Súmula | Angulo 46' · López 54' | Estádio: Olímpico Atahualpa Público: 6 856 Árbitro: Carlos Vera |  |

| 23 de março 8ª rodada | Liga de Loja | 1 – 0  | LDU Quito | Loja                                                               |  |
| 19:30 (UTC-5)         | Quiñoñez 90' | Súmula |           | Estádio: Reina del Cisne Público: 10 262 Árbitro: Robinson Galarza |  |

| 28 de março 4ª rodada | LDU Quito     | 1 – 1  | Independiente José Terán | Quito                                                          |  |
| 19:30 (UTC-5)         | Nahuelpan 84' | Súmula | Angulo 90+3'             | Estádio: Olímpico Atahualpa Público: 4 118 Árbitro: Omar Ponce |  |

| 31 de março 9ª rodada | LDU Quito                 | 3 – 2  | El Nacional               | Quito                                                           |  |
| 19:00 (UTC-5)         | Bieler 7', 39', 79' (pen) | Súmula | Madrid 23' · Preciado 25' | Estádio: Olímpico Atahualpa Público: 7 155 Árbitro: Samuel Haro |  |

| 8 de abril 10ª rodada | Barcelona de Guayaquil | 1 – 1  | LDU Quito  | Guayaquil                                                |  |
| 16:30 (UTC-5)         | Mina 2' (pen)          | Súmula | Bieler 89' | Estádio: Monumental Público: 40 417 Árbitro: Carlos Vera |  |

| 15 de abril 11ª rodada | LDU Quito                               | 3 – 0  | Macará | Quito                                                      |  |
| 11:30 (UTC-5)          | Cevallos 15' · Bieler 21' · Bolaños 74' | Súmula |        | Estádio: Casa Blanca Público: 6 702 Árbitro: Roberto Alman |  |

| 22 de abril 12ª rodada | Macará | 0 – 2  | LDU Quito              | Ambato                                                 |  |
| 12:30 (UTC-5)          |        | Súmula | Bieler 33' · Manso 71' | Estádio: Bellavista Público: 7 478 Árbitro: Diego Lara |  |

| 29 de abril 13ª rodada | LDU Quito                   | 2 – 2  | Barcelona de Guayaquil | Quito                                                           |  |
| 11:30 (UTC-5)          | Cevallos 16' · Calderón 57' | Súmula | Mina 45' · Erazo 60'   | Estádio: Casa Blanca Público: 20 517 Árbitro: José Luis Espinel |  |

| 6 de maio 14ª rodada | El Nacional | 1 – 1  | LDU Quito    | Quito                                                           |  |
| 12:00 (UTC-5)        | Preciado 6' | Súmula | Bieler 90+3' | Estádio: Olímpico Atahualpa Público: 10 592 Árbitro: Omar Ponce |  |

| 12 de maio 15ª rodada | LDU Quito                  | 2 – 2  | Liga de Loja                  | Quito                                                        |  |
| 17:30 (UTC-5)         | Nahuelpan 58' · Bieler 86' | Súmula | Fabio Renato 14' · Feraud 44' | Estádio: Casa Blanca Público: 19 010 Árbitro: Miguel Hidalgo |  |

| 18 de maio 16ª rodada | Deportivo Cuenca | 0 – 0  | LDU Quito | Cuenca                                                                 |  |
| 20:00 (UTC-5)         |                  | Súmula |           | Estádio: Alejandro Serrano Aguilar Público: 8 523 Árbitro: Carlos Orbe |  |

| 23 de maio 18ª rodada | Emelec                                            | 3 – 0  | LDU Quito | Guaiaquil                                            |  |
| 20:00 (UTC-5)         | de Jesús 15' · Valencia 32' · Giménez 90+1' (pen) | Súmula |           | Estádio: Capwell Público: 7 167 Árbitro: Carlos Vera |  |

| 13 de junho 17ª rodada | LDU Quito                 | 2 – 1  | Técnico Universitario | Quito                                                       |  |
| 19:30 (UTC-5)          | Cevallos 25' · Bieler 74' | Súmula | Santana 22'           | Estádio: Casa Blanca Público: 2 952 Árbitro: Roddy Zambrano |  |

| 17 de junho 19ª rodada | Independiente José Terán | 2 – 2  | LDU Quito                        | Sangolquí                                             |  |
| 12:15 (UTC-5)          | Concistre 39' 66'        | Súmula | Nahuelpan 50' · Bieler 72' (pen) | Estádio: Rumiñahui Público: 3 602 Árbitro: Omar Ponce |  |

| 24 de junho 20ª rodada | LDU Quito | 0 – 0  | Deportivo Quito | Quito                                                          |  |
| 11:30 (UTC-5)          |           | Súmula |                 | Estádio: Casa Blanca Público: 8 863 Árbitro: José Luis Espinel |  |

| 1 de julho 21ª rodada | Olmedo                   | 2 – 0  | LDU Quito | Riobamba                                                            |  |
| 12:00 (UTC-5)         | Murillo 20' · Prieto 25' | Súmula |           | Estádio: Olímpico (Riobamba) Público: 5 919 Árbitro: Miguel Hidalgo |  |

| 7 de julho 22ª rodada | LDU Quito                    | 2 – 0  | Manta | Quito                                                         |  |
| 17:00 (UTC-5)         | Nahuelpan 32' · Cevallos 46' | Súmula |       | Estádio: Casa Blanca Público: 1 326 Árbitro: Robinson Galarza |  |

#### Segunda etapa
| Classificação | Classificação | Classificação | Classificação | Classificação | Classificação | Classificação | Classificação | Classificação | Classificação |
| Pos           | Time          | PG            | J             | V             | E             | D             | GP            | GS            | SG            |
| ------------- | ------------- | ------------- | ------------- | ------------- | ------------- | ------------- | ------------- | ------------- | ------------- |
| 1             | LDU Quito     | 23            | 13            | 6             | 5             | 2             | 16            | 11            | +5            |

Última atualização em 3 de outubro de 2012.
| 14 de julho 1ª rodada | Manta      | 1 – 2  | LDU Quito                 | Manta                                            |  |
| 15:00 (UTC-5)         | Garcés 36' | Súmula | Nahuelpan 77' · Cheme 83' | Estádio: Jocay Público: 351 Árbitro: Carlos Orbe |  |

| 21 de julho 2ª rodada | LDU Quito | 0 – 0  | Olmedo | Quito                                                       |  |
| 17:30 (UTC-5)         |           | Súmula |        | Estádio: Casa Blanca Público: 4 325 Árbitro: Daniel Salazar |  |

| 25 de julho 3ª rodada | Deportivo Quito | 0 – 0  | LDU Quito | Quito                                                           |  |
| 19:15 (UTC-5)         |                 | Súmula |           | Estádio: Olímpico Atahualpa Público: 10 408 Árbitro: Diego Lara |  |

| 29 de julho 4ª rodada | LDU Quito  | 1 – 0  | Independiente José Terán | Quito                                                   |  |
| 11:30 (UTC-5)         | Reasco 68' | Súmula |                          | Estádio: Casa Blanca Público: 2 931 Árbitro: Omar Ponce |  |

| 5 de agosto 5ª rodada | LDU Quito         | 2 – 2  | Barcelona de Guayaquil | Quito                                                     |  |
| 11:30 (UTC-5)         | Bieler 59', 90+3' | Súmula | Díaz 57', 80'          | Estádio: Casa Blanca Público: 17 725 Árbitro: Carlos Vera |  |

| 11 de agosto 6ª rodada | Técnico Universitario | 0 – 0  | LDU Quito | Ambato                                                       |  |
| 16:00 (UTC-5)          |                       | Súmula |           | Estádio: Bellavista Público: 6 457 Árbitro: Alfredo Intriago |  |

| 18 de agosto 7ª rodada | LDU Quito | 0 – 2  | Deportivo Cuenca          | Quito                                                           |  |
| 19:30 (UTC-5)          |           | Súmula | Domingo 4' · Castillo 20' | Estádio: Casa Blanca Público: 16 043 Árbitro: José Luis Espinel |  |

| 24 de agosto 8ª rodada | Liga de Loja | 1 – 2  | LDU Quito                  | Loja                                                              |  |
| 19:30 (UTC-5)          | Calderón 40' | Súmula | Vitti 28' · Echeverría 80' | Estádio: Reina del Cisne Público: 8 170 Árbitro: Edgar Hinostroza |  |

| 29 de agosto 9ª rodada | LDU Quito                                  | 3 – 1  | El Nacional  | Quito                                                   |  |
| 19:30 (UTC-5)          | de la Cruz 26' · Vitti 61' · Nahuelpan 80' | Súmula | Anangonó 31' | Estádio: Casa Blanca Público: 8 558 Árbitro: Omar Ponce |  |

| 15 de setembro 10ª rodada | Emelec                      | 2 – 2  | LDU Quito                    | Guaiaquil                                               |  |
| 13:00 (UTC-5)             | Figueroa 28' · Gaibor 90+5' | Súmula | Cevallos 38' · Nahuelpan 54' | Estádio: Capwell Público: 7 131 Árbitro: Roddy Zambrano |  |

| 19 de setembro 11ª rodada | LDU Quito      | 1 – 2  | Macará                       | Quito                                                      |  |
| 19:30 (UTC-5)             | Echeverría 27' | Súmula | Martínez 60' · Pirchio 90+1' | Estádio: Casa Blanca Público: 3 376 Árbitro: Roberto Alman |  |

| 23 de setembro 12ª rodada | Macará | 0 – 2  | LDU Quito                 | Ambato                                                 |  |
| 12:00 (UTC-5)             |        | Súmula | Nahuelpan 67' · Vitti 81' | Estádio: Bellavista Público: 7 537 Árbitro: Omar Ponce |  |

| 28 de setembro 13ª rodada | LDU Quito | 1 – 0  | Emelec | Quito                                                   |  |
| 19:30 (UTC-5)             | Plata 87' | Súmula |        | Estádio: Casa Blanca Público: 9 289 Árbitro: Diego Lara |  |

| 3 de outubro 14ª rodada | El Nacional | v | LDU Quito | Quito                       |
|                         |             |   |           | Estádio: Olímpico Atahualpa |

| 21 de outubro 15ª rodada | LDU Quito | v | Liga de Loja | Quito                |
|                          |           |   |              | Estádio: Casa Blanca |

| 28 de outubro 16ª rodada | Deportivo Cuenca | v | LDU Quito | Cuenca                             |
|                          |                  |   |           | Estádio: Alejandro Serrano Aguilar |

| 4 de novembro 17ª rodada | LDU Quito | v | Técnico Universitario | Quito                |
|                          |           |   |                       | Estádio: Casa Blanca |

| 11 de novembro 18ª rodada | Barcelona de Guayaquil | v | LDU Quito | Guayaquil           |
|                           |                        |   |           | Estádio: Monumental |

| 18 de novembro 19ª rodada | Independiente José Terán | v | LDU Quito | Sangolquí          |
|                           |                          |   |           | Estádio: Rumiñahui |

| 21 de novembro 20ª rodada | LDU Quito | v | Deportivo Quito | Quito                |
|                           |           |   |                 | Estádio: Casa Blanca |

| 25 de novembro 21ª rodada | Olmedo | v | LDU Quito | Riobamba                     |
|                           |        |   |           | Estádio: Olímpico (Riobamba) |

| 2 de dezembro 22ª rodada | LDU Quito | v | Manta | Quito                |
|                          |           |   |       | Estádio: Casa Blanca |

## Partidas disputadas
Última atualização em 3 de outubro de 2012.
Legenda:      Vitórias —      Empates —      Derrotas

### Primeira partida
| 5 de fevereiro Campeonato Equatoriano | Manta | 0 – 1  | LDU Quito  | Portoviejo                                                         |  |
| 15:00 (UTC-5)                         |       | Súmula | Bieler 61' | Estádio: Reales Tamarindos Público: 753 Árbitro: José Luis Espinel |  |

### Última partida
| 28 de setembro Campeonato Equatoriano | LDU Quito | 1 – 0  | Emelec | Quito                                                   |  |
| 19:30 (UTC-5)                         | Plata 87' | Súmula |        | Estádio: Casa Blanca Público: 9 289 Árbitro: Diego Lara |  |

### Próxima partida
| 3 de outubro Campeonato Equatoriano | El Nacional | v | LDU Quito | Quito                       |
|                                     |             |   |           | Estádio: Olímpico Atahualpa |

### Campanha
Essa é a campanha na temporada:
|               | Mandante | Visitante | Total |  |
| ------------- | -------- | --------- | ----- |  |
| Jogos         | 18       | 17        | 35    |  |
| Vitórias      | 9        | 5         | 14    |  |
| Empates       | 6        | 9         | 15    |  |
| Derrotas      | 3        | 3         | 6     |  |
|               |          |           |       |  |
| Gols marcados | 31       | 17        | 48    |  |
| Gols sofridos | 17       | 16        | 33    |  |
| Saldo de gols | 14       | 1         | 15    |  |

Última atualização em 3 de outubro de 2012.

## Artilharia
A artilharia da temporada:
| 1           | Claudio Bieler         | 18 | 18 |  |  |  |  |
| 2           | Ariel Nahuelpan        | 9  | 9  |  |  |  |  |
| 3           | José Cevallos Enríquez | 7  | 7  |  |  |  |  |
| 4           | Pablo Vitti            | 3  | 3  |  |  |  |  |
| 5           | Eduardo Echeverría     | 2  | 2  |  |  |  |  |
| 6           | Luis Bolaños           | 1  | 1  |  |  |  |  |
| 6           | Diego Calderón         | 1  | 1  |  |  |  |  |
| 6           | Ángel Cheme            | 1  | 1  |  |  |  |  |
| 6           | Ulises de la Cruz      | 1  | 1  |  |  |  |  |
| 6           | Fernando Hidalgo       | 1  | 1  |  |  |  |  |
| 6           | Damián Manso           | 1  | 1  |  |  |  |  |
| 6           | Édison Méndez          | 1  | 1  |  |  |  |  |
| 6           | Joao Plata             | 1  | 1  |  |  |  |  |
| 6           | Néicer Reasco          | 1  | 1  |  |  |  |  |
|             |                        |    |    |  |  |  |  |
| Gols-contra |                        |    |    |  |  |  |  |
| TOTAL       | TOTAL                  | 48 | 48 |  |  |  |  |

Última atualização em 3 de outubro de 2012.

## Cartões
Os cartões amarelos e vermelhos recebidos durante a temporada:
| #     | Futebolista            | Expulso | Penalizado com cartão amarelo |
| ----- | ---------------------- | ------- | ----------------------------- |
| 1     | Ezequiel Luna          | 2       | 9                             |
| 2     | Diego Calderón         | 1       | 8                             |
| 3     | Norberto Araujo        | 1       | 7                             |
| 4     | Patricio Urrutia       | 1       | 2                             |
| 5     | Eduardo Echeverría     | 1       | 1                             |
| 6     | Cristhian Hurtado      | 1       | 0                             |
| 7     | Claudio Bieler         | 0       | 7                             |
| 7     | Édison Méndez          | 0       | 7                             |
| 7     | Ariel Nahuelpan        | 0       | 7                             |
| 8     | Elvis Bone             | 0       | 6                             |
| 8     | Fernando Hidalgo       | 0       | 6                             |
| 9     | Néicer Reasco          | 0       | 5                             |
| 10    | Alexander Domínguez    | 0       | 3                             |
| 11    | Enrique Vera           | 0       | 2                             |
| 11    | José Cevallos Enríquez | 0       | 2                             |
| 12    | Paúl Ambrosi           | 0       | 1                             |
| 12    | Luis Bolaños           | 0       | 1                             |
| 12    | Ángel Cheme            | 0       | 1                             |
| 12    | Galo Corozo            | 0       | 1                             |
| 12    | Ulises de la Cruz      | 0       | 1                             |
| 12    | Enrique Gámez          | 0       | 1                             |
| 12    | Damián Manso           | 0       | 1                             |
| 12    | Joao Plata             | 0       | 1                             |
| 12    | David Quiroz           | 0       | 1                             |
| 12    | Sandro Rojas           | 0       | 1                             |
| 12    | Daniel Viteri          | 0       | 1                             |
| TOTAL | TOTAL                  | 7       | 83                            |

Última atualização em 3 de outubro de 2012.

## Público
| Competição             | Mandante | Visitante | Total   |
| ---------------------- | -------- | --------- | ------- |
| Campeonato Equatoriano | 162.664  | 168.958   | 331.622 |
| Total                  | 162.664  | 168.958   | 331.622 |
| Partidas               | 18       | 17        | 35      |
| Média                  | 9.037    | 9.939     | 9.475   |

Última atualização em 3 de outubro de 2012.